# Megalitisme a Catalunya
El megalitisme vé de la paraula d’origen grec mega (gran) i lithos (pedra). Són estructures construïdes amb grans pedres amb un aire de monumentalitat, van ser construïdes a multitud d’indrets del món, així com a diverses èpoques des de la prehistòria fins a l’actualitat, a Catalunya en tenim diversos exemples.
Els megàlits més importants són: el menhir (monòlit), el cromlec (menhirs col·locats formant un cercle), les alineacions (menhirs ubicats en filera, alineats), o el dolmen, aquest últim és el monument més important arquitectònicament parlant.
La paraula “dolmen”, és d'origen bretó, significa taula de pedra. És la primera manifestació arquitectonica amb sobrellinda, format per vàries pedres verticals sobre les que s'hi recolzen una o vàries pedres horitzontals i pot veure's de diferents formes : a l’aire lliure, cobert per un túmul de terra, amb una sola càmera o amb càmera i corredor per accedir-hi (amb dolmens successius es van construir els “sepulcres de corredor”).

## Funció

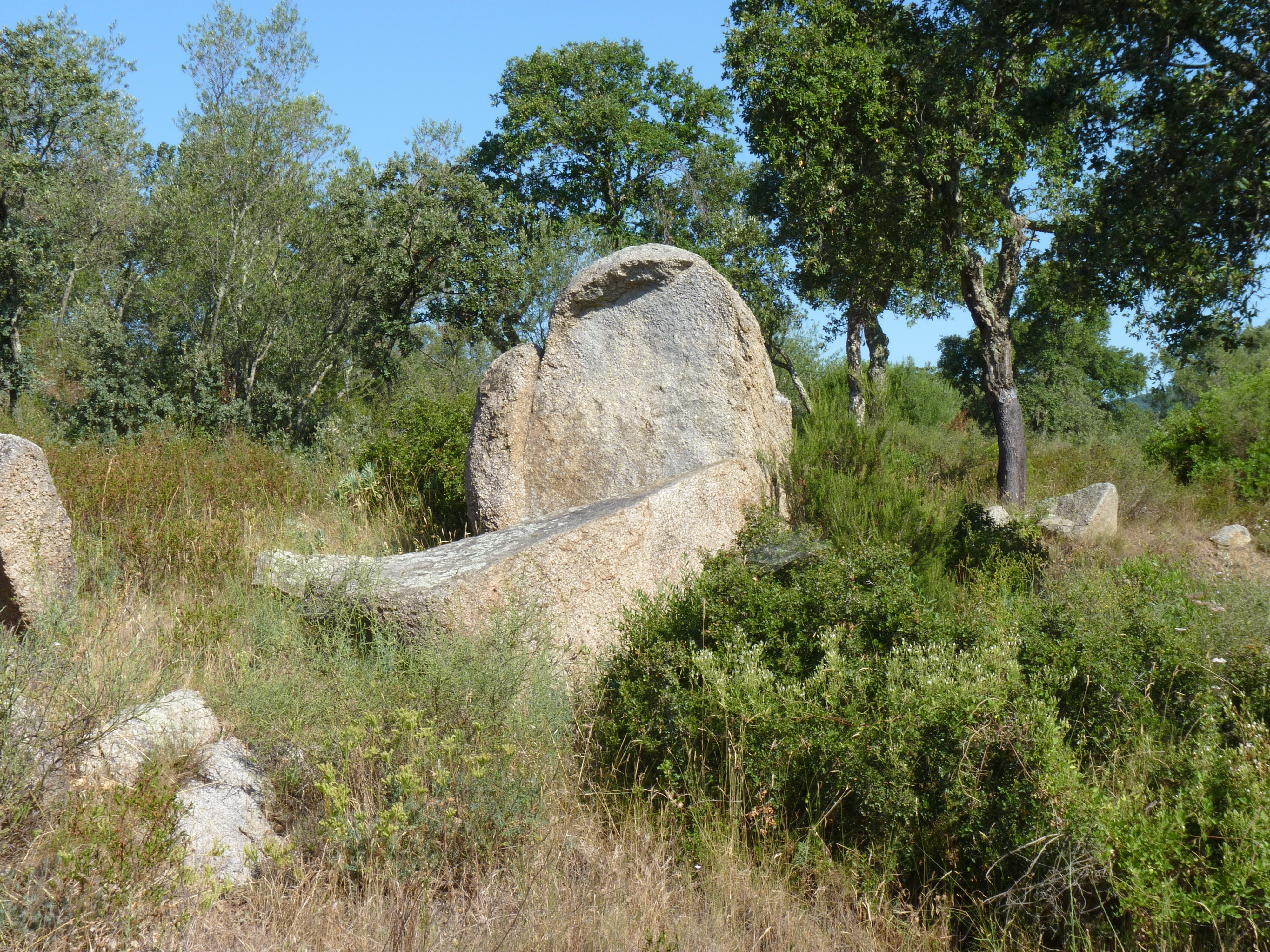
Megàlit de la Jonquera

La funció dels megàlits pot ser molt diferent segons el lloc i època en el qual es troben. En el cas dels megàlits catalans, s'han pogut interpretar com a espais funeraris, ja que s'han trobat restes arqueologiques d'enterraments. També s'ha pogut descobrir que a la vegada, a part d'aquesta funció, també els utilitzaven com a marcadors del territori d’una manera semblant a com ara s’utilitzen les fites de separació de terrenys i finques. En aquest sentit, la ubicació dels megàlits i com estan relacionats amb el territori és essencial per poder entendre la seva funció i el seu vincle amb els humans que els van construir i utilitzar.

## Història
Al final del període del Neolític Antic - Neolític Antic Postcardial (4400-3600 ANE) és quan es documenta per primera vegada a Catalunya manifestacions funeràries vinculades amb el Megalitisme. Aquestes primeres estructures funeràries monumentals es troben a la zona de Tavertet, com que els seus constructors no van utilitzar grans lloses de pedra alguns especialistes els anomenen pre-megalitics. L'excavació d’algunes d’aquestes estructures va permetre conèixer el ritual funerari realitzat basat en enterraments individuals.
En la període Neolític Mig es documenten els primers megàlits a la zona de l'Empordà. A partir d’aquests moments, els rituals funeraris vinculats amb el megalitisme es caracteritzen per desenvolupar enterraments col·lectius. Es tracta d’una tradició funerària que estarà present en aquesta zona durant la resta del Neolític, el Calcolític, i fins i tot durant l’Edat del Bronze, tot i que en aquesta última fase semblaria que ja no es construïen pràcticament més estructures megalítiques, però sí que es reutilitzaven com a sepulcres funeraris les ja presents en el territori.

## Tipus de dolmens a Catalunya
Actualment a Catalunya s'accepten quatre classes diferents de sepultures megalítiques:

### Les cistes amb túmul
És consideren el tipus més antic de la zona de l’Empordà (Neolític Mitjà). Es componen per una caixa de lloses disposades en vertical i formant una planta rectangular, i envoltada finalment per un túmul de pedres. Els exemples gavarrencs d’aquest tipus són el Puig d’Arques o de l’Abel, a Sant Sadurní de l’Heura, la Cista del Clot del Llorer, a Fitor, i possiblement la Cista de la Cadira del Bisbe, a Sant Pol-La Bisbal, jaciment que es troba actualment sota procés d’excavació.

### Sepulcres de corredor antics
Com el seu nom indica, els sepulcres de corredor inclouen un passadís d’accés curt a la cambra construït amb lloses clavades en vertical. Aquest tipus també es troben coberts per túmuls de pedra i es datarien entre el Neolític Mitjà i el Neolític Final (IV mil·lenni ANE).
Es poden dividir en 4 grans grups:
| Els sepulcres amb càmera subcircular i avantcambra, amb corredor de paret de pedra seca: tipus Font del Roure. (Espolla) |
| Els sepulcres amb càmera poligonal i avantcambra, amb corredor llarg de lloses: tipus Creu d'en Cobertella (Roses)       |
| Els sepulcres amb càmera poligonal i corredor de paret de pedra seca o lloses: tipus Cabana Arqueta (Espolla)            |
| Els sepulcres amb càmera quadrangular i corredor lateral de lloses tipus Puig ses Pedres (Sta Maria del Corco)           |

### Galeries catalanes
A diferència de les galeries cobertes de llocs com les d'Antequera, les galeries catalanes tenen el tret característic de que les lloses de coberta del corredor d’accés son més baixes que les lloses que cobrien la cambra funerària. També tenen túmul, i son diferents segons la morfologia en planta del corredor, que pot presentar formes en U o en V. L'exemplar més espectacular d’aquest nou model de sepulcre és el dolmen de la Cova d’en Daina, a Romanyà de la Selva. Aquest tipus es va construir a partir del III mil·lenni ANE, i varen ser reaprofitats al II mil·lenni ANE.
Per la seva mida tal com hem dit, es poden dividir en dos grups:
| Les grans galeries catalanes, que poden ser altes, tipus Cova d'en Daina (Romanyà de la Selva), poden arribar als 10 metres de longitud i una alçada de 2,5 metres les altes i 13 metres de longitud per 1,50 metres d'altures les mes baixes. Algunes d'aquestes galeries catalanes s'assemblen a les galeries de l'Aude o a les sepolturas en V de Bretanya. Poden tenir veritables portes separant la càmera i el corredor en forma de llosa perforada o bé simplement lloses que separen els dos espais. Actualment només coneixem les que hem esmentat, és a dir, que hi ha molt pocs dolmens a Catalunya d'aquesta classe. |
| Les petites galeries catalanes que poden ser de dos tipus: altes, amb gran diferència d'altura entre la càmera i el corredor, o baixes, amb poca diferència d'alçada entre càmera i corredor, la seva longitud varia entre 3 i 5 metres i la seva altura entre 1,5 i 2 metres. Són bastant nombroses a Catalunya, representant un tipus de dolmen característic del Pirineu Oriental. Poden tenir lloses de separació entre la càmera i el corredor. Els seus túmuls són circulars, de pedra i terra, amb chromlechs de lloses clavades o sense elles                                                                            |

### Dolmens simples i caixes megalítiques
Tot i que tenen un estat de conservació greu que dificulta el seu estudi, en termes generals aquests nous models es caracteritzen per unes cambres funeràries més petites que els anteriors tipus, i també per uns túmuls de dimensions més reduïdes tot i que l'erosió del pas del temps també els ha afectat. D’aquesta manera, els dòlmens simples mantenen l’accés en horitzontal, mentre que les caixes megalítiques tenen una entrada en vertical. No hi ha clars exemplars d’aquest darrers tipus a la zona de Gavarres, mentre que sí es troben dòlmens simples a l’Alt Empordà, com Estanys, a la Jonquera. La cronologia proposada per aquests sepulcres seria entre el Calcolític i l'Edat del Bronze.
Durant el darrer període entre el Calcolític i l'Edat del Bronze es documenten estructures megalítiques alternatives com els paradòlmens, coves o abrics naturals que disposen d’una entrada ciclòpia, és a dir, construïda en pedres (per ex. la recent descoberta d’un exemplar a Fitor, el Paradolmen d’en Lluís Esteva. Per acabar, una altra modalitat de sepulcre alternatiu són les cavitats formades per blocs erràtics apilonats de manera natural aprofitats com a dipòsits funeraris (ex. Pedra sobre Altra, a Tossa de Mar, que a més presenta entrada megalítica i túmul exterior).

## Distribució, evolució i origen dels diferents dolmens catalans
Tots els fenòmens culturals de Catalunya han estat condicionats principalment per la seva particular geografia, que crea zones de pas com la part costanera, que reben tota classe d'influencies culturals, i les altres més cap a l'interior limitades per massisos muntanyosos com les altiplanicies de Solsona, Bagés i Osona, on es formen tradicionalment llocs poc comunicats amb la resta de Catalunya i amb cultures retardaries. Més cap al sud, amb la plana de Tarragona i Lleida, zona de garrigues o estepes tenen cultures propies poc relacionades amb la costa o amb les serres de l'interior. L.Pericot (1950) mencionava uns 250 dòlmens, entre segurs i probables a Catalunya. Actualment la xifra pujaria a 300 o fins i tot més.
Englobant bona part de les províncies de Tarragona i Barcelona, el País Valencià i Murcia no s'hi troba cap dolmen fins que no s'arriba a Almeria. Per explicar aquesta dicotomia i davant del fet que apareixien els mateixos materials arqueologics (de l'enolitic i de l'edat del Bronze) a les coves sepulcrals catalanes i als dòlmens, M. Tarradell suposa que es tractaria de dos tipus de cultures: una d'agricultors, que preferien les planures de la Catalunya Nova o del Pais Valencià i enterrarien en coves, i l'altra de pastors que preferien les serres i els altiplans de la Catalunya Vella, aquests últims serien els constructors dels sepulcres megalitics.